# Історія освоєння мінеральних ресурсів Албанії
Перші свідоцтва про використання кременевих порід для виготовлення знарядь на території Албанії належать до палеоліту. З VI тис. до н. е. почався видобуток глини для будівництва й виготовлення посуду. Перші мідні знаряддя з'явилися в V–IV тисячоліттях до н. е., однак рудні джерела цієї міді невідомі. В цей час почався широкий видобуток будівничого каменю, який досяг свого максимуму в II–I тисячолітті до н. е., коли територія сучасної Албанії ввійшла до складу римських провінцій Далмація і Македонія.
Біля морських берегів сучасної Албанії була зведена одна з найбільших підземних споруд давнього світу. В 41–51 рр. I ст. для постачання води кільком поселенням в гірському масиві було пройдено штольню довжиною 5,6 км з перерізом 2,7×5,8 м. Проведення виробки здійснювали кількома вибоями з проміжних допоміжних шахт. Близько 2 км штольні розташовано в міцних лавових породах. На спорудженні виробки було зайнято близько 30 тис. чоловік.
У часи Римської імперії розроблялося родовище природних бітумів Селениця. Надалі спостерігається спорадичний видобуток населенням різних корисних копалин: будівельних, рудних тощо. Власне гірнича промисловість (нафтова, вугільна, рудна галузі) створена тільки у XX ст. Планомірний розвиток гірничої промисловості почався з 1944 р. У кінці 1980-х років на частку гірничорудної продукції припадало близько 5 % вартості промислової продукції і 35 % вартості експорту.
На початку XXI ст. розвивається нафтова, бітумна, вугільна, хромова, залізорудна, міднодобувна промисловість, крім того, виробляються фосфорні добрива, цемент, добувається кам'яна сіль, нерудні будівельні матеріали — піски, гравій, щебінь.
Підготовку кадрів гірничо-геологічного профілю здійснюють на геологічному факультеті Тіранського державного університету (1957 р.).